# 学能堂山
学能堂山（がくのどうやま）は、高見山地に属する1,021 mの山。関西百名山の一峰。三重県では「岳の洞」とも呼ばれている。山頂は360度の展望があり、三峰山や高見山、大洞山や尼ヶ岳などを一望できる。

## 画像解説

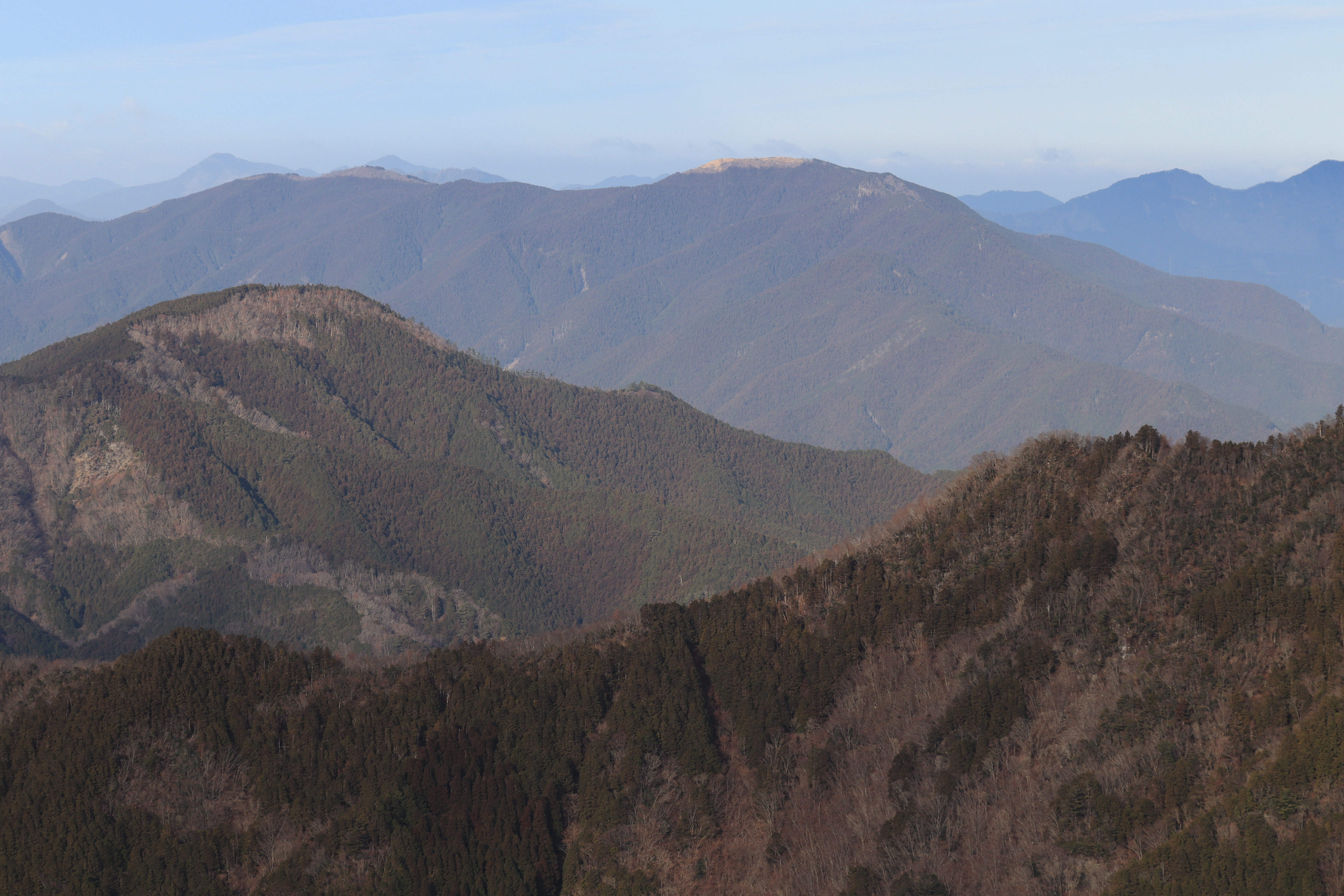
学能堂山(中央奥)を東南東から望む。局ヶ岳から撮影
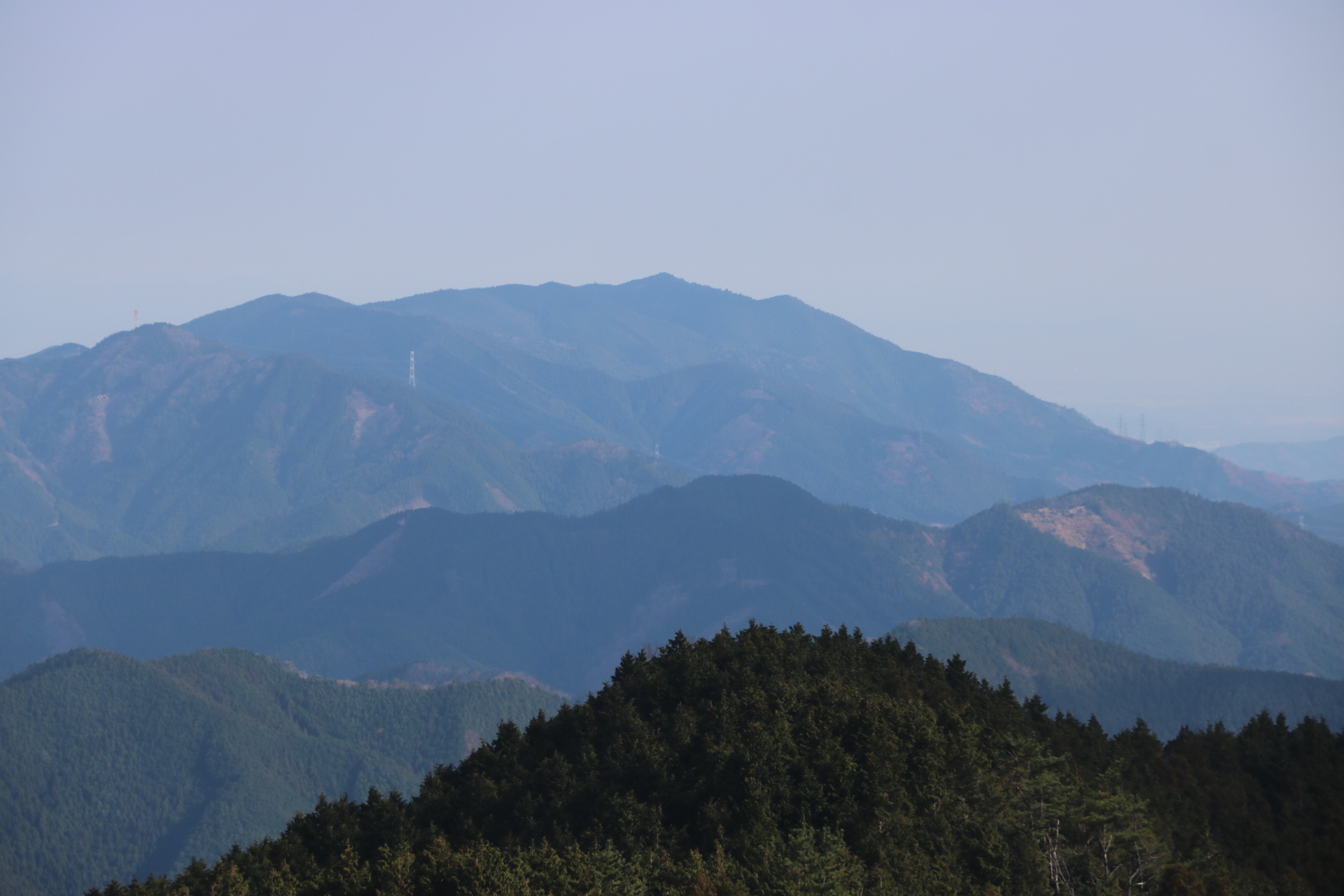
東に白猪山を望む
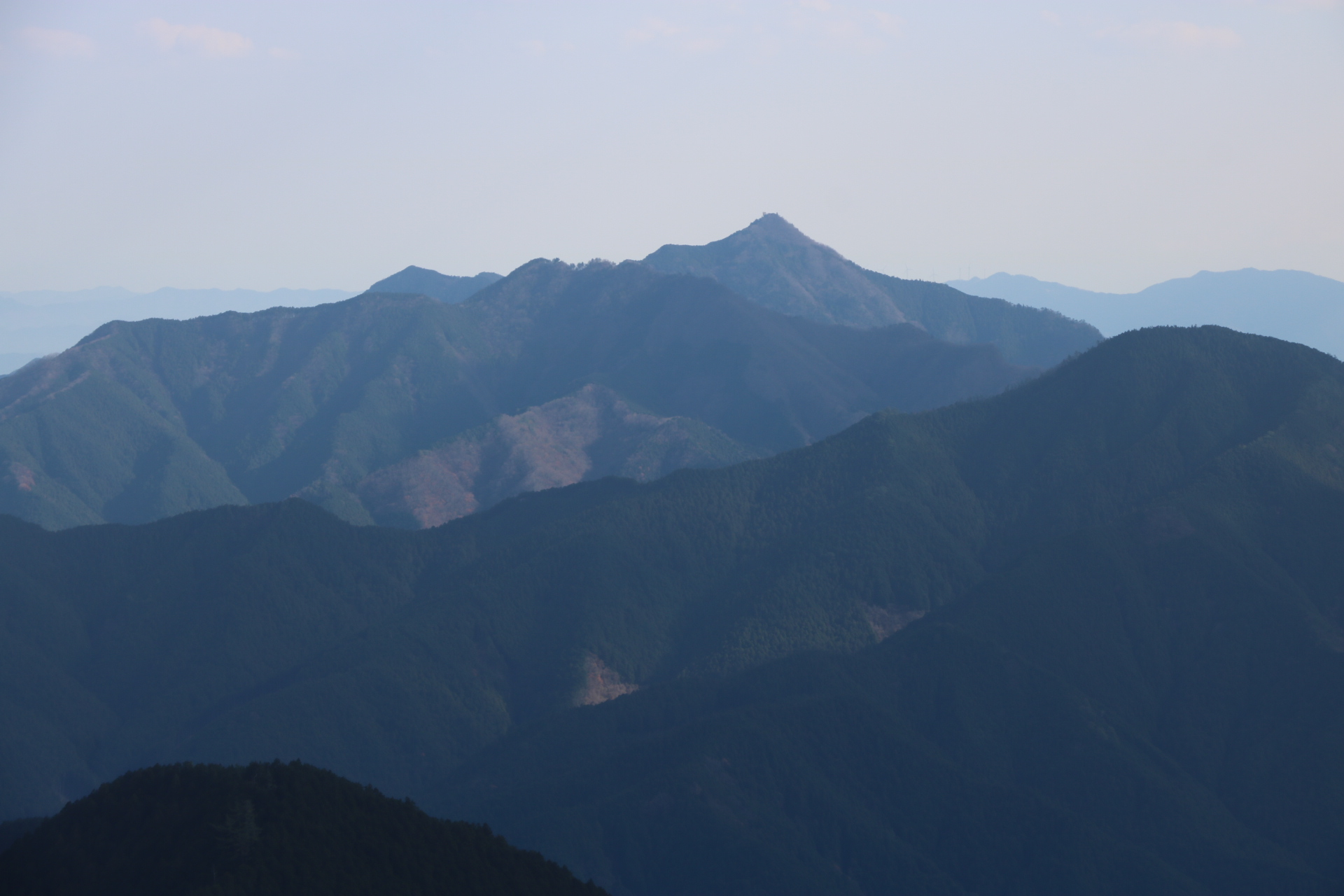
東南東に局ヶ岳を望む